# Рю (Пенсільванія)
Рю (англ. Rew) — переписна місцевість (CDP) в США, в окрузі Маккін штату Пенсільванія. Населення — 159 осіб (2020).

## Географія
Рю розташований за координатами 41°53′56″ пн. ш. 78°32′20″ зх. д. / 41.89889° пн. ш. 78.53889° зх. д. (41.898937, -78.538913).  За даними Бюро перепису населення США в 2010 році переписна місцевість мала площу 2,49 км², уся площа — суходіл.

## Демографія
Згідно з переписом 2010 року, у переписній місцевості мешкало 199 осіб у 83 домогосподарствах у складі 55 родин. Густота населення становила 80 осіб/км².  Було 90 помешкань (36/км²).
Расовий склад населення:
| - 99,5 % — білих |

До двох чи більше рас належало 0,5 %. Частка іспаномовних становила 0,0 % від усіх жителів.
За віковим діапазоном населення розподілялося таким чином: 22,6 % — особи молодші 18 років, 58,8 % — особи у віці 18—64 років, 18,6 % — особи у віці 65 років та старші. Медіана віку мешканця становила 45,8 року. На 100 осіб жіночої статі у переписній місцевості припадало 109,5 чоловіків;  на 100 жінок у віці від 18 років та старших — 113,9 чоловіків також старших 18 років.
Цивільне працевлаштоване населення становило 43 особи. Основні галузі зайнятості: виробництво — 48,8 %, освіта, охорона здоров'я та соціальна допомога — 16,3 %, сільське господарство, лісництво, риболовля — 16,3 %.